# Вагер (залив)
Вагер (залив) (енгл. Wager Bay Ukkusiksalik Bay) је дугачак уски залив у региону Кивалик у Нунавуту, Канада, који се отвара источно у Рос велкам саунд на северозападном крају Хадсоновог залива.[1] Национални парк Укусиксалик га окружује.

## Историја
Залив Вагер је први мапирао Кристофер Мидлтон током његових истраживања Арктика 1742. године и том приликом је експедиција била заробљена у заливу три недеље због нагомиланог леда. Тада је залив добио своје садашње име по Чарлсу Вагеру политичару и првом лорду Адмиралитета. Године 1747. Вилијам Мур је слао посаде на чело залива ради истраживања и развоја трговине.

## Географија
Вагер алив је дугачак и протеже се кроз тундру, његова обала је дуга 93 mi (150 km). Надморска висина је 51 m (167 ft) изнад средњег нивоа мора. Дренажна површина му је 28,551 km2 (11,024 sq mi), кроз бројне мале реке, укључујући реку Браун и реку Сила. Норт Лејк, Саут Лаке, Браун Лејк и Форд Лејк су у близини.